# Beni Hassan (stam)
Beni Ḥassān of Banu Hassan (Arabisch: بني حسان "zoon van Ḥassān") was een nomadisch volk van Arabische origine, een van de vier sub-stammen van de Arabische Maqil stammen die in de 11e eeuw vanuit het Arabisch schiereiland naar de Maghreb emigreerden met de Banu Hilal en de Banu Sulaym Arabieren.

## Geschiedenis
In Marokko vestigden ze zich eerst in het gebied tussen Tadla en de Moulouiya rivier, samen met hun Maqil verwanten. De almohadengouverneur van Sous riep ze op om hulp te verlenen tegen een opstand in de Sous en ze vestigden zich in en rond die regio.
De Beni Hassan en andere Arabische krijgers stammen overheersten de autochtone Berberse Sanhajastammen van het gebied dat tegenwoordig in Zuid-Marokko, de Westelijke Sahara en Mauritanië ligt, vooral na de Char Bouba oorlog van de 17e eeuw. Het gevolg van die oorlog was dat de Arabische taal en cultuur kwamen te domineren en de Berberse stammen in meer of mindere mate werden gearabiseerd. Het Arabische dialect dat de Beni Hassan spraken werd de nieuwe taal van de regio en wordt nog steeds gesproken in de vorm van het Hassania-arabisch.

## Substammen
De Beni Hassan waren afstammelingen van de Maqil, een Arabische stam uit Jemen.

Inbegrepen bij de Beni Hassan zijn:
- De afstammelingen van Hassan ben Mokhtar ben Mohamed, zoon van de voorvader van de Maqils.
- De Shebanat: afstammelingen van Shebana, broer van Hassan en zoon van Mokhtar ben Mohamed.
- De Reguitat: afstammelingen van Jallal, Salem en Uthman, broers van Mokhtar en zonen van Mohamed.

Verschillende andere Arabische stammen voegden zich bij de Maqils en werden een deel van de Beni Hassan stam. Veel nakomelingen van de Beni Hassan houden zich vandaag nog steeds vast aan de ideologie van de overmacht van hun voorouders. Deze ideologie heeft geleid tot onderdrukking, discriminatie en zelfs slavernij van andere groeperingen in Marokko en Mauritanië.
Er is ook een Beni Hassan-stam in Jordanië, waarvan het grondgebied zich uitstrekt over Marfaq, Zarqa, Irbid, Jerash en Hamamah.